# Denkmal der unbekannten PLAN-Soldaten in Ondeshifiilwa
Das Denkmal der unbekannten PLAN-Soldaten in Ondeshifiilwa (englisch Monument of the Unknown PLAN Soldiers in Ondeshifiilwa) ist ein Kriegerdenkmal des unbekannten Soldaten in Ondeshifiilwa in der Region Ohangwena im Norden Namibias. Es ist seit dem 1. September 2011 ein Nationales Denkmal.

## Hintergrund
Am 1. (oder 2.) April 1989 versammelten sich einige Kämpfer der People’s Liberation Army of Namibia (PLAN) in Ondeshifiilwa, um ihre Waffen mit Beendigung des namibischen Befreiungskampfes abzugeben. Diese Intention wurde scheinbar von der Südafrikanischen Armee missverstanden, die das Feuer auf die Soldaten eröffnete. 21 Kämpfer der PLAN kamen hierbei ums Leben und wurden in einem Massengrab begraben. Ein Gedenk- und Grabstein erinnert der Gefallenen.